# Кармелитки Святой Терезы (Флоренция)

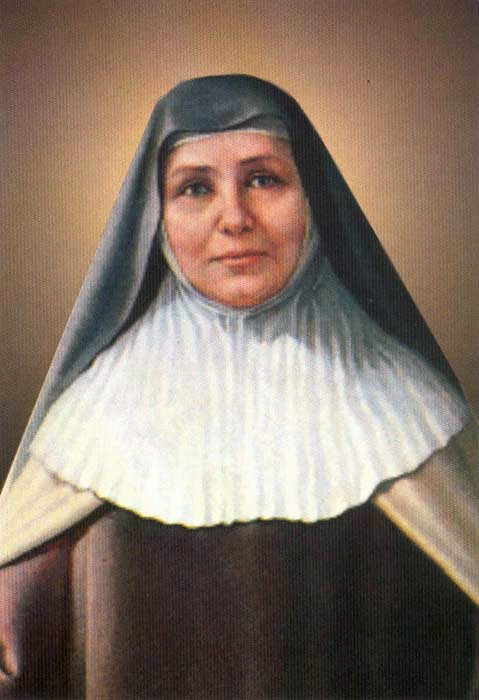
Блаженная Мария Тереза Креста, основательница конгрегации.

Кармелитки Святой Терезы (Флоренция) (итал. Suore Carmelitane di Santa Teresa di Firenze), или Конгрегация Сестер Кармелиток Святой Терезы (лат. Congregatio Sororum Carmelitarum a Sancta Theresia Florentini) — женский институт посвященной жизни в Римско-католической церкви, основанный 15 июля 1874 года в Сан-Мартино в Тоскане, в Италии блаженной Марией Терезой Креста (Манетти) и утверждённый 13 марта 1900 года Святым Престолом. Институт является ветвью регулярных терциариев Ордена Босых Кармелитов и обозначается аббревиатурой C.S.T.F

## История
В 1872 году Тереза Аделаида Манетти, в монашестве Мария Тереза Креста, в Сан-Мартино близ Флоренции, вместе с двумя соратницами посвятила себя делам благочестия. 15 июля 1874 года их община была принята в состав Третьего Ордена Кармелитов под названием Конгрегации Сестер Кармелиток Святой Терезы. В 1877 году девушки приобрели небольшой дом в Кампи-Бизенцио, в котором организовали сиротский приют и школу.
13 марта 1900 года институт был утвержден Святым Престолом. 27 февраля 1904 года получили одобрения Конституции института. 15 октября 1903 года конгрегация стала одной из ветвей регулярных терциариев Ордена Босых Кармелитов.

## В настоящее время
На 31 декабря 2005 года в институте несла служение 191 монахиня в 20 домах. Конгрегация действует на территории Италии, Чехии, Ливана, Израиля, Бразилии и Египта. Главный дом института находится во Флоренции, в Италии.

### Деятельность
Кармелитки Святой Терезы (Флоренция) ведут созерцательно-апостольский образ жизни, деля день между молитвой и образованием и воспитанием молодежи, трудами на приходе и миссионерским служением.

## Покровители конгрегации
Главной покровительницей конгрегации является святая Тереза Иисуса (Аумада-и-Сепеда). Покровителями института являются также святой Иоанн Креста (Йепес-и-Альварес), святая Тереза Младенца Иисуса (Мартен) и святая Тереза Бенедикта Креста (Штайн). Основательница института была причислена к лику блаженных 19 октября 1986 года. В институте особенно распространено почитание Святой Евхаристии.